# Český rozhlas Ostrava

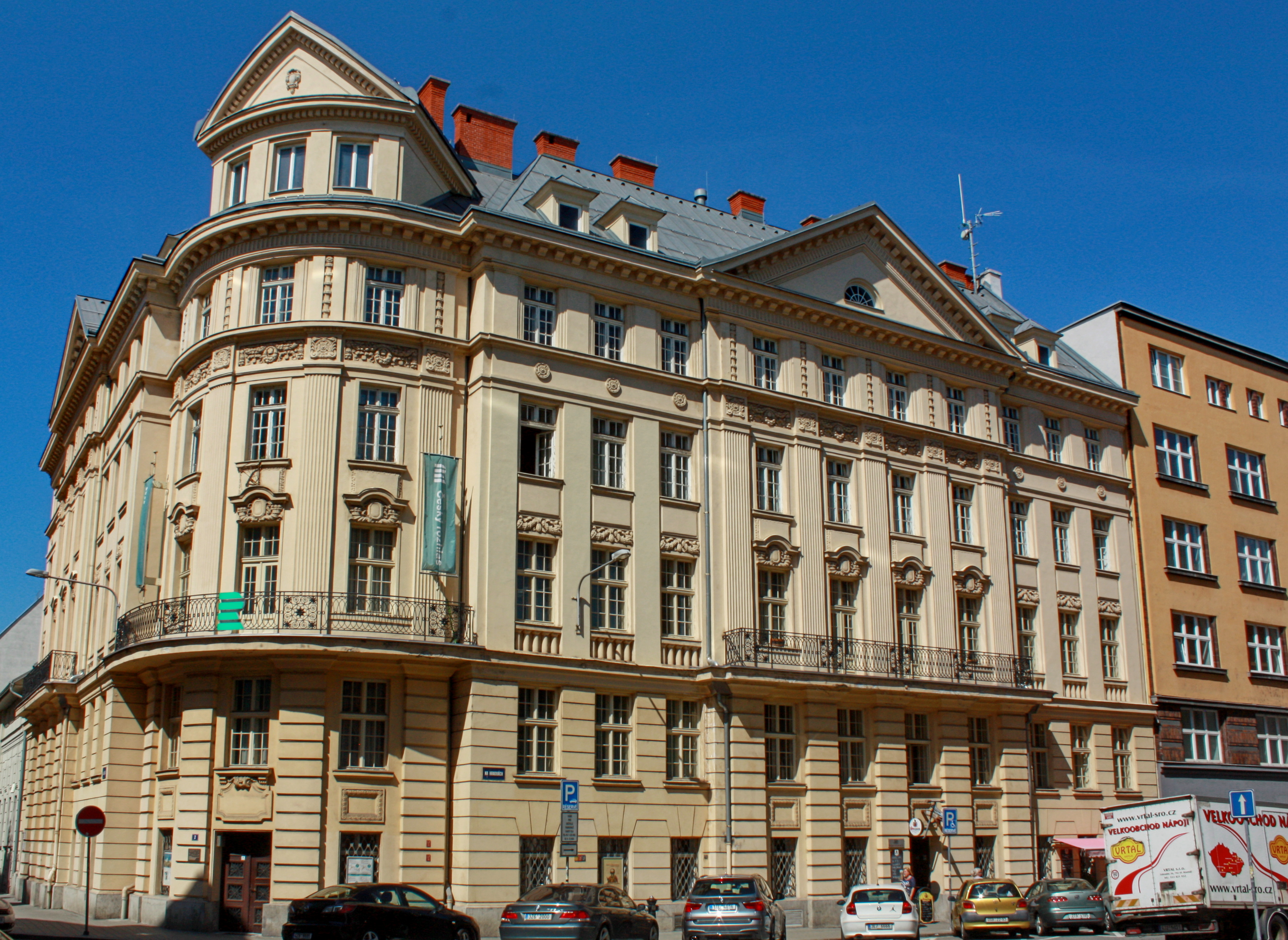
Sídlo Českého rozhlasu Ostrava v ulici Dr. Šmerala 2, Moravská Ostrava

Český rozhlas Ostrava je regionální rozhlasová stanice Českého rozhlasu, sídlící v Ostravě a vysílající pro Moravskoslezský kraj. Vznikla v roce 1929 a je tak druhou nejstarší regionální stanicí Českého rozhlasu. Ředitelem stanice je od roku 2013 Josef Podstata.
Vlastní program stanice vysílá denně od 5.00 do 19.30 hodin, v několika oknech přes den a v rámci večerního a nočního vysílání šíří celoplošné pořady stanice ČRo Střední Čechy a společný program regionálních stanic Českého rozhlasu. Každý všední den vysílá v polštině půlhodinový program pro polskou menšinu. Vyjma regionálního zpravodajství tvoří podstatnou část vysílání písničky na přání pod názvy Hudební pošta a Ostravská rozhlasová rodinka. Vysílání doplňují hudební pořady věnující se dechovce, oldies, wordmusic nebo folkloru.

## Historie
Rozhlasové vysílání bylo v Ostravě pokusně zahájeno 25. května 1929 ze Svinova. Řádné vysílání započalo 1. července 1929.
Dne 28. října 2013 byl Radou Českého rozhlasu jmenován ředitelem stanice Josef Podstata. Svou funkci vykonává od 1. října 2013 a je souběžně ředitelem i ČRo Olomouc.

## Distribuce signálu
Stanice vysílá analogově na VKV a digitálně v systému DAB+, od roku 2020 také v satelitním vysílání přes družici Astra 3A (pozice 23,5° východně) v DVB-S2. ČRo Ostrava je dostupná rovněž na internetu.
| Město                 | Frekvence  |
| --------------------- | ---------- |
| Ostrava               | 107,3 FM   |
| Opava                 | 102,6 FM   |
| Valašské Meziříčí     | 99,0 FM    |
| Třinec                | 105,3 FM   |
| Vrbno pod Pradědem    | 95,5 FM    |
| celá Morava a Slezsko | 12D (DAB+) |